# Sinnenas trädgård
Le Jardin des Sens (en suédois : Sinnenas trädgård) est un parc thérapeutique situé dans le quartier de Vasastan à Stockholm en Suède,.

## Description
Le Jardin des Sens est un petit parc thérapeutique situé à l'adresse Eastmansvägen 18 dans l'ilôt urbain  Sabbatsberg. Le parc est ouvert toute l'année et principalement destiné aux résidents et aux proches des personnes âgées du quartier de Norrmalm, mais il est aussi accessible au public.
Sur le côté nord du jardin se trouve le Vasaparken.
Le Jardin des Sens est situé dans la propriété Hälsobrunnen 1 entre Johanneshuset et Adolf Fredrikshuset, qui sont une maison de soins pour personnes atteintes de démence et une maison pour personnes ayant des besoins de soins particuliers.
Le jardin s'étend sur 2 500 m² et a été créé entre 1992 et 1996 à l'initiative de l'ergothérapeute Yvonne Westerberg en collaboration avec l'administration du quartier de Norrmalm, le service des soins aux personnes âgées de Stockholm et le bureau immobilier de la ville de Stockholm. Le jardin a été créé comme un outil de réadaptation des personnes atteintes de démence, entre autres, où tous les sens du visiteur sont stimulés ; la vue, l'ouïe, l'odorat, le toucher et le goût.
L'eau ondule, les plantes ont des formes et des structures différentes, les couleurs et les parfums changent selon les saisons.
L'esprit est stimulé, le stimulus provoque des associations et des souvenirs, des émotions et des pensées sont éveillées. Le Jardin des Sens est un lieu de détente, de contemplation et de réflexion.
Le parc est divisé en différents milieux végétaux séparés par des allées.
On y rencontre une petite prairie fleurie, des zones de pelouses, des carrés plantes médicinales et des parterres de fleurs avec du houblon, des roses, des vignes sauvages, des tulipes et des clématites.
Les vieux marronniers d'Inde fournissent de l'ombre et les sentiers recouverts d'écorce contribuent à l'atmosphère forestière.
Le jardin comprend auss divers arbres fruitiers.
Un bassin miroir avec de l'eau ondulante, des nénuphars et des poissons rouges est destiné à stimuler les sens et un banc rouge vif invite à un « temps de réflexion ».
Au centre du parc, on peut voir un petit belvédère de 1784, qui se trouvait à l'origine dans le parc Klarahuset près de l'horloge à gaz Klaragasverket.
L'horloge à gaz a été démolie en 1970, le kiosque a été entretenu et reconstruit à Sinnenas trädgården en 1996.
Le Musée de la ville de Stockholm a estimé que la petite maison avait « des valeurs culturelles et historiques particulièrement élevées » et lui a décerné un label bleu.
Aux entrées se trouvent des pergolas où grimpent des houblons et des rosiers parfumés, ainsi que des vignes sauvages et des clématites.
Le Jardin des Sens est aussi un lieu de rencontres entre les habitants du quartier, les proches, le personnel et les visiteurs extérieurs. Divers événements culturels sont organisés, tels que des soirées de troubadours, des fêtes de la Saint-Jean, des fêtes de la fenaison, l'Avent, etc.

## Galerie

Le jardin
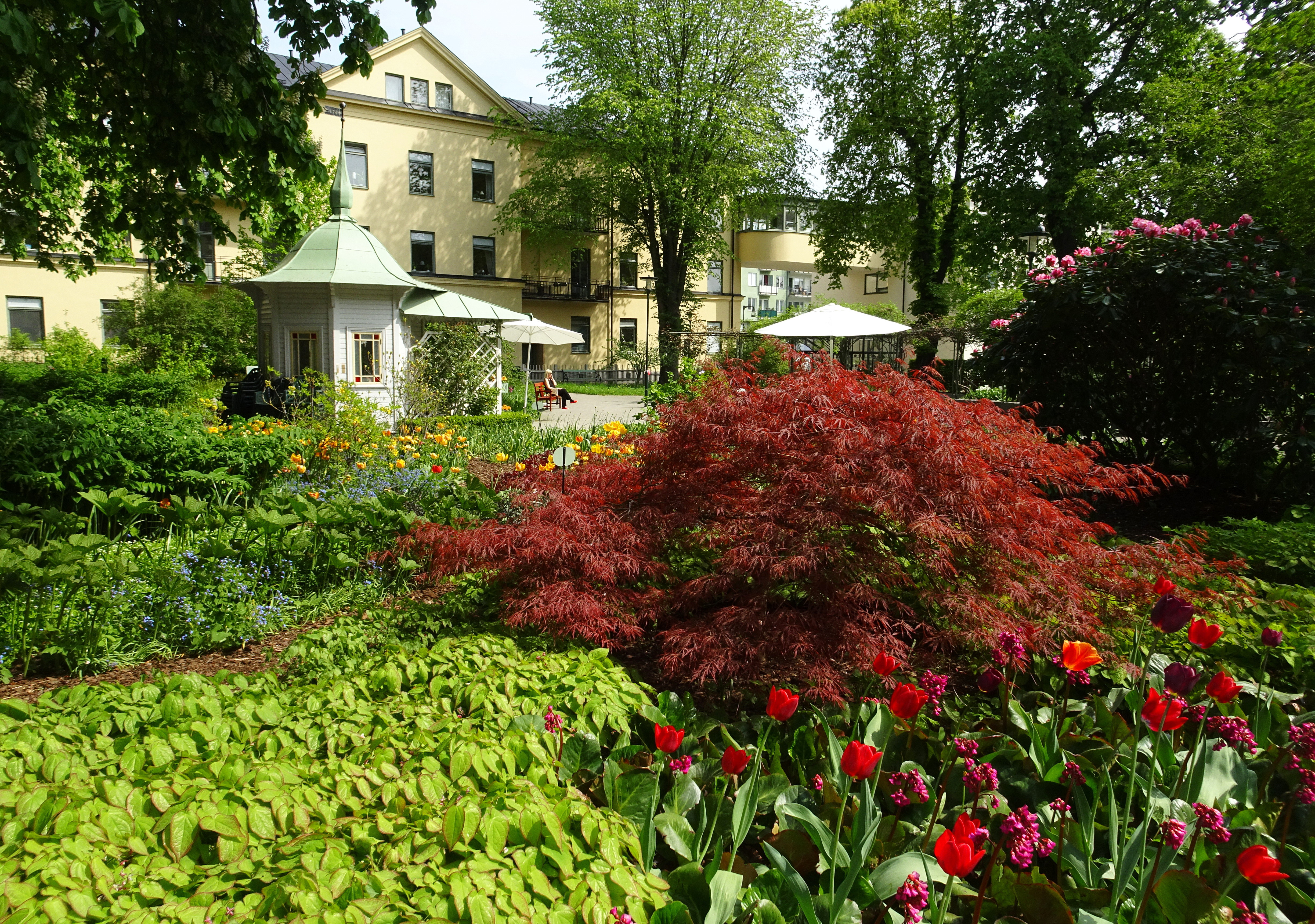
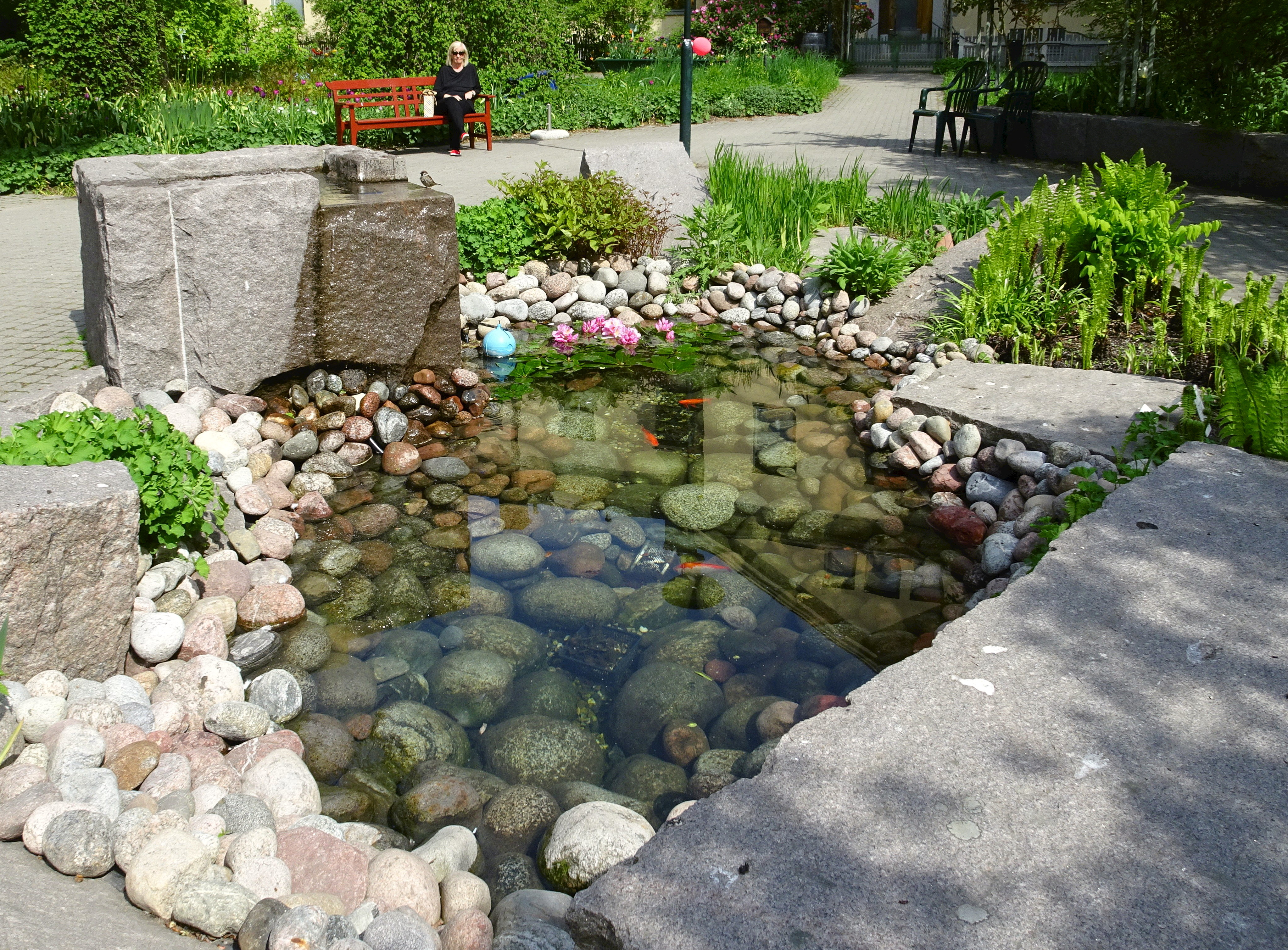
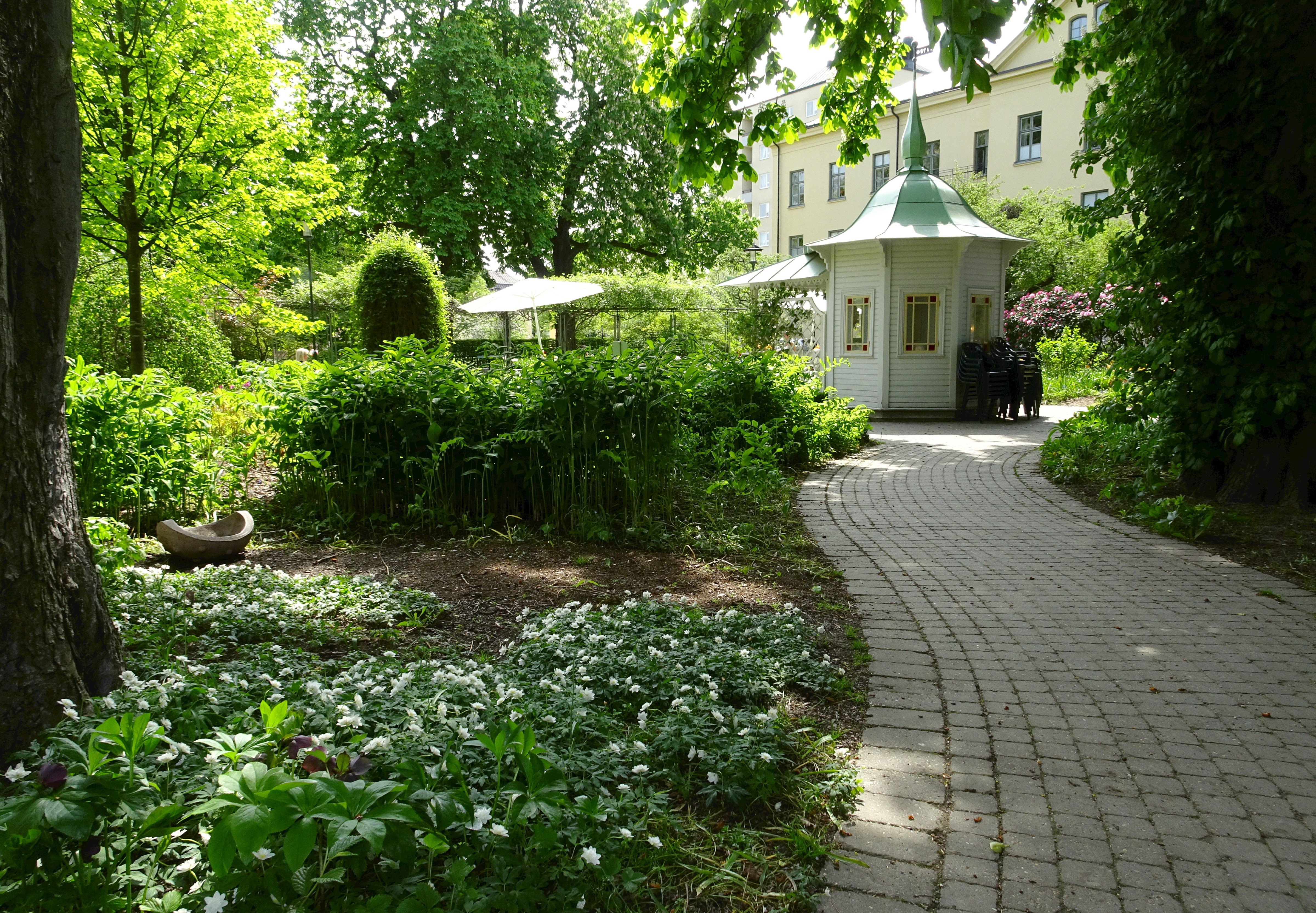
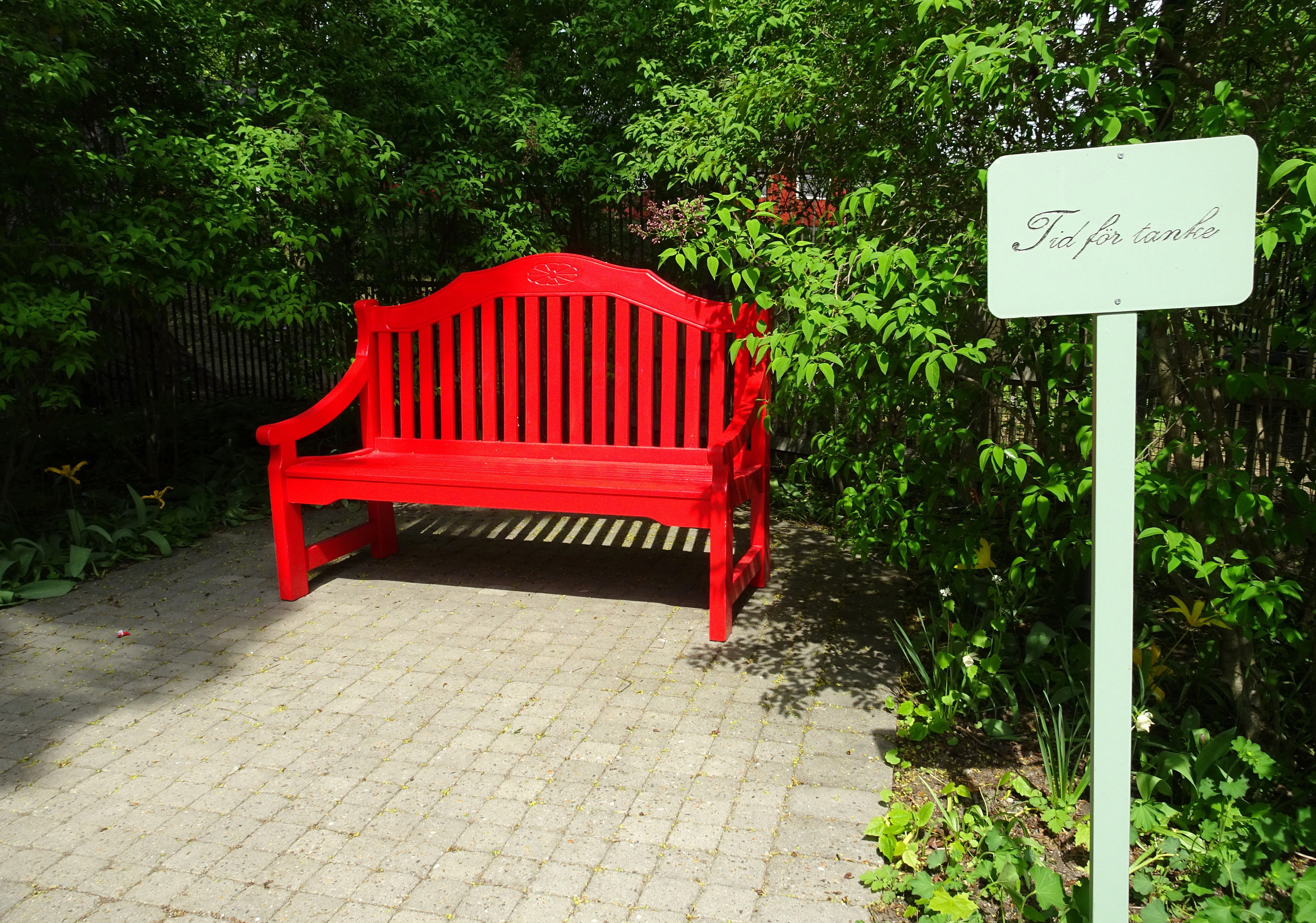

Le belvédère
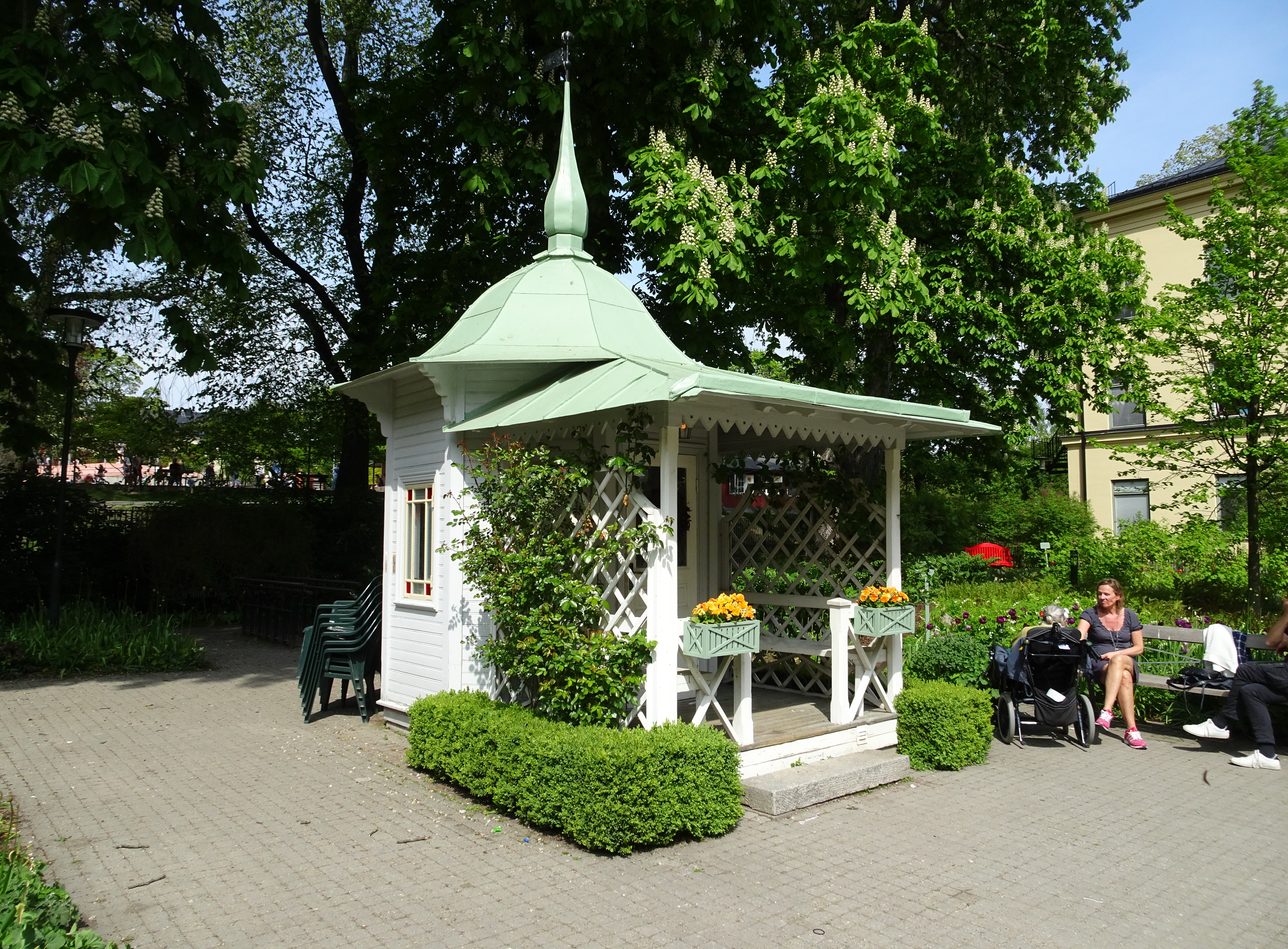
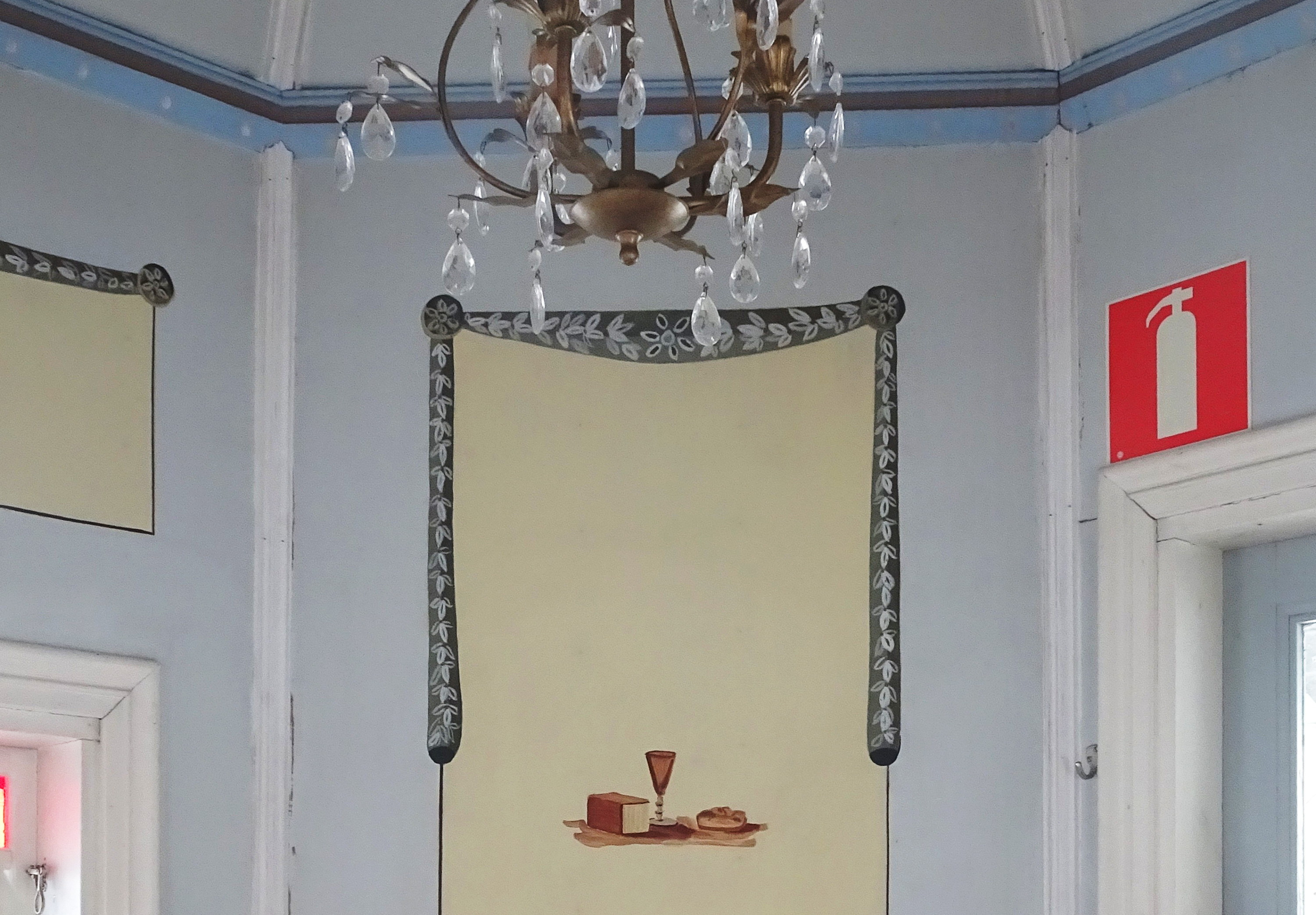
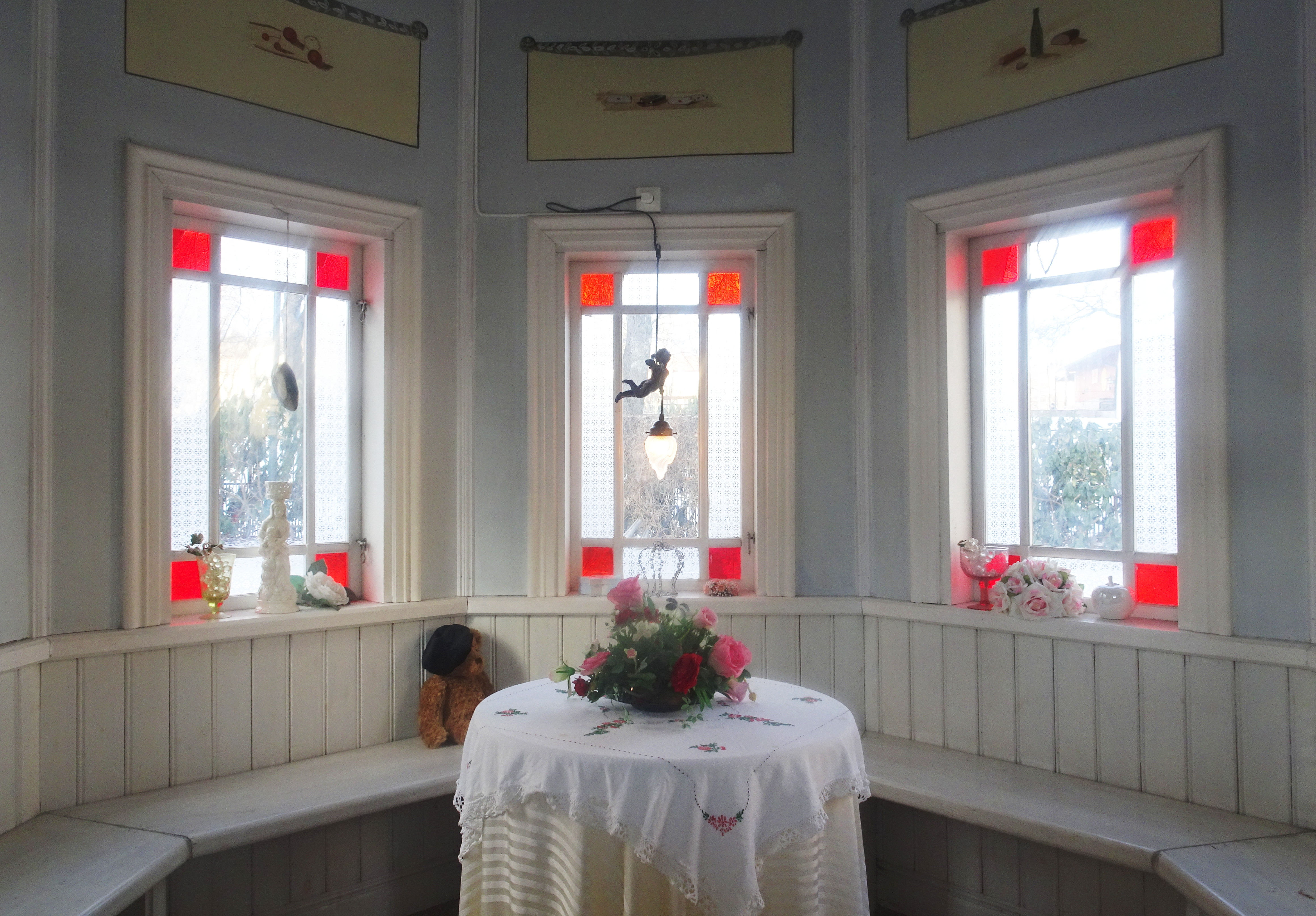
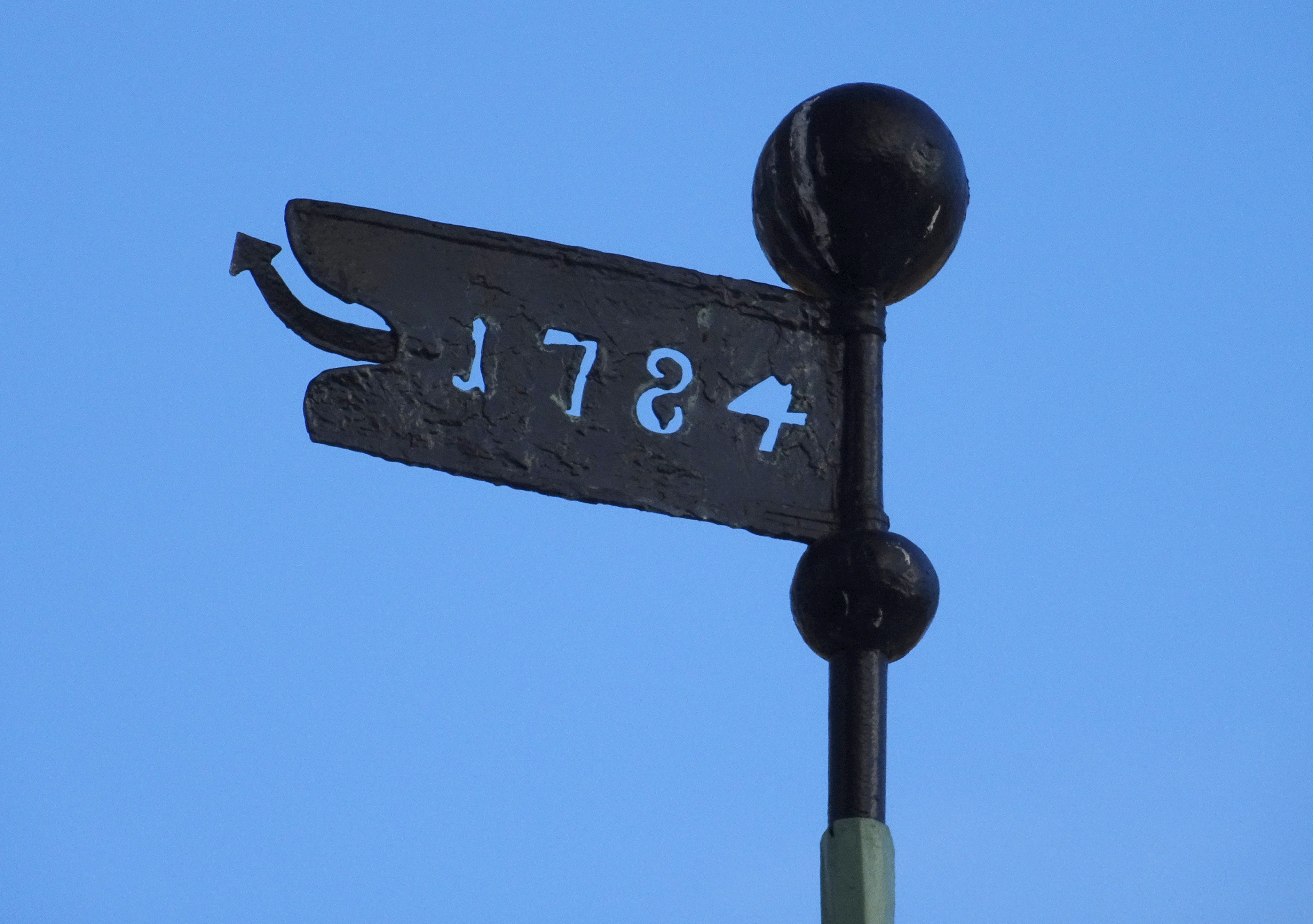